# Roberto Ruggiu

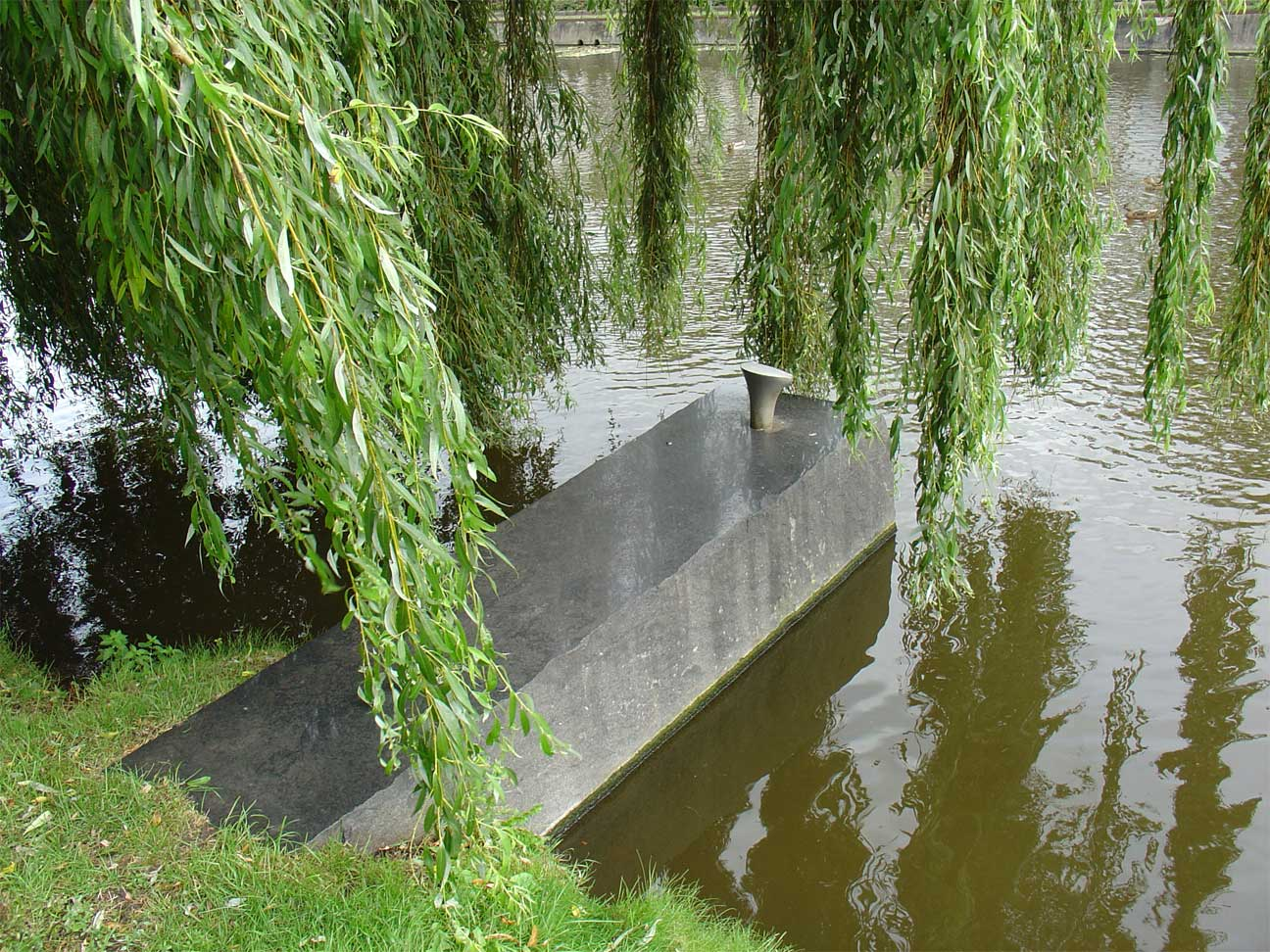
Zonder titel (1991), Gouda

Roberto Virgilio Ruggiu (Bosa, 8 oktober 1953) is een Nederlandse beeldhouwer van Sardijnse afkomst.
Ruggiu, opgeleid aan de kunstacademie te 's-Hertogenbosch en aan de Jan van Eyck Academie te Maastricht, is als beeldhouwer gevestigd te Tilburg.
Ruggiu heeft meermalen in Nederland geëxposeerd. In 1997 exposeerde hij in het Chinese Yixing, waar hij ook enkele maanden werkzaam was, samen met een Nederlandse en twee Chinese collega's. Van de door hem gemaakte objecten (in de vorm van een vaas) staat er één in het Porseleinmuseum van Yixing en de ander in het stadhuis van Eindhoven. Zijn werk is in de publieke ruimte van diverse Nederlandse gemeenten te zien.

## Werk (selectie)
- "De Kaai" - Steenbergen (2003)
- De juwelen voor de heilige en de hertog - Sint-Oedenrode (1997)
- Storm en stilte - Roermond (1996)
- De bijenkorf - Hoogeveen (1995)
- Appelbomen op Peelrandbreuk - Deurne (1993)
- Zonder titel - Goudse beeldenroute, Gouda (1991)